# Pointon
Pointon est un petit village d'Angleterre situé à 11,3 km au nord de Bourne, dans le district de South Kesteven du Lincolnshire. Il fait partie de la paroisse civile de Pointon et Sempringham et comptait 533 habitants en 2021. La majorité de la population de la paroisse vit à Pointon.

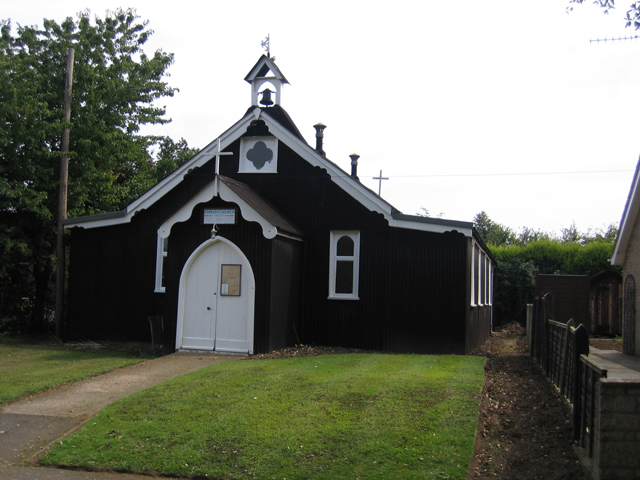
Christchurch, Pointon

Pointon fait partie de la paroisse ecclésiastique (en) de Pointon et Sempringham. Christchurch, sur Pinfold Lane à Pointon, est une église en fer faite de bois et de tôle ondulée ; elle a été érigée en 1893 comme une chapelle d'aisance (en)[Quoi ?]. L'église paroissiale, dédiée à Saint André, se trouve à Sempringham.
En 1885, le répertoire de Kelly (en) notait Pointon comme étant dans la paroisse de Sempringham-cum-Pointon et Birthorpe (en), avec l'église Saint André « située sur une éminence, surplombant le district de Fen, à environ un demi-mile de toute résidence existante ». Un guide du Lincolnshire de 1916 notait : « L'église paroissiale (Saint André) se dresse sur une colline à près d'un mètre de son hameau principal de Pointon ».
L'école primaire St Gilbert of Sempringham C of E, sur West Road, date de 1863.